# Emmaline Henry
Emmaline Henry (Filadelfia, 1 de noviembre de 1928 – Palm Springs, 8 de octubre de 1979) fue una actriz estadounidense, conocida por su papel de Amanda Bellows, esposa del Dr. Bellows en la sitcom de la década de 1960 I Dream of Jeannie (Mi bella genio). 

## Biografía
Nacida en Filadelfia, Pensilvania, originalmente Henry no pensaba ser actriz, sino dedicarse a la canción. Sin embargo, ya en su adolescencia actuaba en la radio. A principios de la década de 1950 fue a Hollywood, encontrando trabajo en el coro de diversas producciones musicales, observando los productores que estaba más capacitada para la comedia que para el canto. Hizo giras con producciones como Top Banana, actuando en la versión cinematográfica de la obra. También sustituyó a Carol Channing en la obra Gentlemen Prefer Blondes.
Henry debutó en la televisión en un episodio de 1955 de la producción de ZIV "I Led Three Lives". Esto fue seguido por apariciones en otro programa de televisión de ZIV (Highway Patrol), como una ladrona armada. Trabajó en "The Red Skelton Show" en 1961 y posteriormente como artista invitada en diversas sitcoms, entre ellas The Farmer's Daughter (de la ABC), The Munsters y Petticoat Junction. Su primer papel protagonista fue como esposa de John Astin en la serie I'm Dickens, He's Fenster, en la que también participaba Marty Ingels. También fue Nora Grady, mujer del personaje interpretado por Mickey Rooney en la sitcom de la ABC Mickey, entre 1964 y 1965.
El 22 de enero de 1966, en el episodio 18 de la primera temporada empezó a actuar en la serie I Dream of Jeannie, en el papel de "Myrt". Sin embargo, su primera interpretación de Mrs. Bellows solo empezó el 12 de diciembre de 1966, en el episodio 14 de la segunda temporada. La actriz disfrutaba con esta interpretación, y decía que la gente a menudo le preguntaba por su marido, el Dr. Bellows (Hayden Rorke).
Tras la cancelación de I Dream of Jeannie en 1970, siguió actuando en otras sitcoms, entre ellas Love, American Style, así como en la miniserie dramática Backstairs at the White House. Además, tras actuar en un par de capítulos de Three's Company en el papel de jefa de Chrissy Snow, J.C. Braddock, se pensó en contar con ella de manera regular.
Con respecto a sus actuaciones cinematográficas, entre las mismas figuran los filmes Divorce, American Style, Rosemary's Baby, y The Harrad Summer.
Estuvo casada con el actor Mark Roberts entre 1969 y 1974. Falleció a causa de un tumor cerebral en 1979 en Palm Springs, California. Tenía 50 años de edad. Fue enterrada en el Cementerio de Holy Cross en Culver City, California.